# (11423) Cronin
(11423) Cronin (1999 LT24) – planetoida z grupy pasa głównego asteroid okrążająca Słońce w ciągu 4 lat w średniej odległości 2,52 j.a. Odkryta 9 czerwca 1999 roku.